# Karl Becker (Kupferstecher)
Karl Friedrich Wilhelm Becker (* 31. März 1827 in Berlin; † 26. April 1891 ebenda) war ein deutscher Maler, Zeichner und Kupferstecher. 

## Leben
Karl Becker war anfangs Schüler von Franz Schubert, studierte dann ab 1844 an der Akademie der Künste in Berlin und war Schüler des Professors Ludwig Buchhorn. Als dieser sein Atelier 1856 an Professor Eduard Mandel übergab, wurde er dessen Schüler. Er war anschließend in Berlin als Maler, Kolorist und Kupferstecher tätig und arbeitete in Linienstich und in Mezzotinto. Ab 1846 beschickte er regelmäßig die Ausstellungen der Akademie mit Gemälden und Druckgrafiken, die Porträts und Denkmäler, meist nach Zeichnungen anderer Künstler, darstellten. 1862 erhielt er die goldene Medaille der Akademie. Eine Reihe von Berlinansichten werden ihm zugeschrieben. Da diese aber große Ähnlichkeiten mit Grafiken von Carl Stiebeler und Johann Carl August Richter haben, ist die Zuordnung nicht immer ganz sicher. Sein jüngerer Bruder Alexander war ebenfalls ein Kupferstecher.

## Werke (Auswahl)
- Ecce Homo (nach Alexander Teschner)
- Die beiden Marien am Grab Christi (nach Anna Schleh) in Mezzotinto
- Traubenverkäuferin (nach Julius Röder) in Mezzotinto
- Italia (nach Wilhelm von Kaulbach unter Mandels Leitung)
- Frans Mieris (nach Selbstporträt des Malers)
- Andrea del Sarto (nach Selbstporträt des Malers unter Mandels Leitung)